# Renato Steffen
Renato Steffen (Aarau, 3 november 1991) is een Zwitsers voetballer die bij voorkeur als vleugelspeler speelt. Hij verliet VfL Wolfsburg in de zomer van 2022 voor FC Lugano. Steffen debuteerde in 2015 in het Zwitsers voetbalelftal.

## Clubcarrière

### FC Thun
Steffen verruilde amateurclub FC Solothurn in juli 2012 voor FC Thun. Hiervoor debuteerde hij op 2 september 2012 in het betaald voetbal. Coach Bernard Challandes liet hem die dag na 84 minuten invallen voor Nelson Ferreira in een met 3–0 gewonnen wedstrijd in de Super League thuis tegen Servette FC. Hij speelde in zijn eerste seizoen als prof negentien wedstrijden, waarin hij vier keer scoorde..

### Young Boys
Steffen verruilde Thun in juli 2013 voor BSC Young Boys. Hij tekende een vierjarig contract bij de hoofdstedelingen. Op 13 juli 2013 debuteerde hij voor eigen publiek, tegen FC Sion. Na een eerste seizoen met vooral invalbeurten, maakte coach Ulrich Forte Steffen in het seizoen 2014/15 basisspeler bij Young Boys. Hij speelde dat seizoen ook zijn eerste wedstrijden in de Europa League. Hij speelde in totaal tweeënhalf jaar bij Young Boys en kwam in die periode tot 83 wedstrijden, 21 goals en zestien assists.

### FC Basel
Regerend Zwitsers landskampioen FC Basel haalde Steffen op 12 januari 2016 naar de club. Hij tekende er een contract tot 30 juni 2020. Coach Urs Fischer maakte ook hier een basisspeler van hem. Hij debuteerde op 7 februari 2016, tegen FC Luzern; Steffen werd in de 75ste minuut gewisseld en maakte de 3–0, tevens de eindstand. Steffen werd dat seizoen voor het eerst in zijn carrière landskampioen en in 2016/17 meteen nog een keer. Hij maakte op 17 april 2016 voor het eerst in zijn profcarrière een hattrick. Hij zette FC Basel toen op 0–1, 0–5 en 0–7 in een met diezelfde cijfers gewonnen competitiewedstrijd uit bij FC St. Gallen. In zijn eerste seizoen werd hij meteen kampioen van Zwitserland.
Steffen speelde in september 2016 zijn eerste wedstrijd in de UEFA Champions League, tegen PFK Ludogorets. Hij was in die wedstrijd meteen goed voor de enige Zwitserse treffer in een 1-1 gelijkspel. In de competitie was hij goed voor vijf goals en twaalf assists, terwijl Basel opnieuw kampioen werd. Ook stond hij op 25 mei 2017 in de basis toen Basel de bekerfinale won van FC Sion. Steffen speelde twee jaar voor Basel en kwam daarin tot 86 wedstrijden, zeventien goals en twintig assists. 

### VfL Wolfsburg
Steffen verruilde FC Basel in januari 2018 voor VfL Wolfsburg, zijn eerste club buiten Zwitserland. Dat betaalde zo'n 1,75 miljoen euro voor de Zwitser. Op 14 januari speelde hij tegen Borussia Dortmund zijn eerste wedstrijd voor Wolfsburg. Op 1 september scoorde hij tegen Bayer Leverkusen zijn eerste doelpunt voor Wolfsburg in een 3-1 overwinning. Dat seizoen scoorde hij vijf competitiedoelpunten voor de Duitse club.
Op 23 februari 2020 scoorde hij twee doelpunten in een 4-0 overwinning op 1. FSV Mainz 05. Op 16 mei 2020 scoorde hij, nadat de competitie twee maanden was stilgelegd vanwege corona, de eerste Wolfsburg-goal na de herstart in een 2-1 overwinning op FC Augsburg. In totaal speelde Steffen vierenhalf seizoen voor VfL Wolfsburg, waarin hij 144 wedstrijden speelde. Hierin scoorde hij achttien doelpunten en gaf hij zestien assists.

### FC Lugano
In de zomer van 2022 keerde Steffen terug naar Zwitserland, waar hij een driejarig contract tekende bij FC Lugano. Daar maakte hij op 3 september tegen FC Zürich met een doelpunt zijn debuut voor. Op 4 juni 2023 scoorde hij een doelpunt in de met 3-2 verloren bekerfinale tegen zijn voormalig werkgever Young Boys. In de competitie eindigde Lugano als derde en was Steffen met zeven goals en negen assists erg belangrijk.
Op 29 juli 2023 was hij tegen FC St. Gallen voor het eerst aanvoerder van FC Lugano. Dat seizoen was hij opnieuw zeer belangrijk in de competitie, met zes goals en dertien assists, mede waardoor Lugano tweede werd. 

## Clubstatistieken
| Seizoen         | Club            | Competitie      | Competitie | Competitie | Beker | Beker | Internationaal | Internationaal | Totaal | Totaal |
| Seizoen         | Club            | Competitie      | Wed.       | Dlp.       | Wed.  | Dlp.  | Wed.           | Dlp.           | Wed.   | Dlp.   |
| --------------- | --------------- | --------------- | ---------- | ---------- | ----- | ----- | -------------- | -------------- | ------ | ------ |
| 2012/13         | FC Thun         | Super League    | 19         | 4          | 2     | 0     | –              | –              | 21     | 4      |
| 2013/14         | Young Boys      | Super League    | 21         | 4          | 2     | 0     | –              | –              | 23     | 4      |
| 2014/15         | Young Boys      | Super League    | 34         | 9          | 2     | 1     | 11             | 4              | 47     | 14     |
| 2015/16         | Young Boys      | Super League    | 12         | 3          | 2     | 0     | –              | –              | 14     | 3      |
| 2015/16         | FC Basel        | Super League    | 16         | 7          | 0     | 0     | 4              | 0              | 20     | 7      |
| 2016/17         | FC Basel        | Super League    | 30         | 5          | 3     | 1     | 5              | 1              | 38     | 7      |
| 2017/18         | FC Basel        | Super League    | 17         | 3          | 3     | 0     | 6              | 0              | 26     | 3      |
| 2017/18         | VfL Wolfsburg   | Bundesliga      | 16         | 0          | 0     | 0     | –              | –              | 16     | 0      |
| 2018/19         | VfL Wolfsburg   | Bundesliga      | 31         | 5          | 3     | 0     | –              | –              | 34     | 5      |
| 2019/20         | VfL Wolfsburg   | Bundesliga      | 27         | 6          | 2     | 0     | 9              | 0              | 38     | 6      |
| 2020/21         | VfL Wolfsburg   | Bundesliga      | 21         | 5          | 4     | 0     | 3              | 0              | 28     | 5      |
| 2021/22         | VfL Wolfsburg   | Bundesliga      | 20         | 0          | 1     | 0     | 5              | 2              | 26     | 2      |
| 2022/23         | FC Lugano       | Super League    | 28         | 7          | 5     | 1     | –              | –              | 33     | 8      |
| 2023/24         | FC Lugano       | Super League    | 31         | 6          | 5     | 2     | 7              | 0              | 43     | 8      |
| Carrière totaal | Carrière totaal | Carrière totaal | 323        | 64         | 34    | 5     | 50             | 7              | 407    | 76     |

Bijgewerkt op 24 juni 2024.

## Interlandcarrière
Steffen maakte op 9 oktober 2015 onder bondscoach Vladimir Petkovic zijn debuut in het Zwitsers voetbalelftal. Hij was die dag invaller in een met 7–0 gewonnen kwalificatiewedstrijd voor het EK 2016 tegen San Marino. Steffen begon in een oefeninterland tegen Bosnië en Herzegovina op 29 maart 2016 voor het eerst in de basis. Hij werd op 7 juni 2024 door bondscoach Murat Yakin opgenomen in de Zwitserse selectie voor het EK 2024 in Duitsland. Zwitserland overleefde ongeslagen een groep met Hongarije, Schotland en Duitsland en won in de achtste finales van Italië (2–0), voordat het in de kwartfinales op strafschoppen werd uitgeschakeld door Engeland. Steffen kwam op het toernooi enkel in actie als invaller tegen Italië.
| Interlands van Renato Steffen voor Zwitserland | Interlands van Renato Steffen voor Zwitserland | Interlands van Renato Steffen voor Zwitserland | Interlands van Renato Steffen voor Zwitserland | Interlands van Renato Steffen voor Zwitserland | Interlands van Renato Steffen voor Zwitserland | Interlands van Renato Steffen voor Zwitserland |
| №                                              | Datum                                          | Wedstrijd                                      | Uitslag                                        | Soort wedstrijd                                | Doelpunten                                     |                                                |
| Als speler bij BSC Young Boys                  | Als speler bij BSC Young Boys                  | Als speler bij BSC Young Boys                  | Als speler bij BSC Young Boys                  | Als speler bij BSC Young Boys                  | Als speler bij BSC Young Boys                  | Als speler bij BSC Young Boys                  |
| ---------------------------------------------- | ---------------------------------------------- | ---------------------------------------------- | ---------------------------------------------- | ---------------------------------------------- | ---------------------------------------------- | ---------------------------------------------- |
| 1.                                             | 9 oktober 2015                                 | Zwitserland – San Marino                       | 7 – 0                                          | Kwalificatie EK 2016                           |                                                |                                                |
| 2.                                             | 12 oktober 2015                                | Estland – Zwitserland                          | 0 – 1                                          | Kwalificatie EK 2016                           |                                                |                                                |
| Als speler bij FC Basel                        |                                                |                                                |                                                |                                                |                                                |                                                |
| 3.                                             | 25 maart 2016                                  | Ierland – Zwitserland                          | 1 – 0                                          | Vriendschappelijk                              |                                                |                                                |
| 4.                                             | 29 maart 2016                                  | Zwitserland – Bosnië en Herzegovina            | 0 – 2                                          | Vriendschappelijk                              |                                                |                                                |
| 5.                                             | 13 november 2016                               | Zwitserland – Faeröer                          | 2 – 0                                          | Kwalificatie WK 2018                           |                                                |                                                |

Bijgewerkt op 28 november 2017.

## Erelijst
| Super League          | 2x | 2015/16, 2016/17 |
| Beker van Zwitserland | 1x | 2016/17          |